# Communauté de communes des Monts de la Goële
Pour les articles homonymes, voir Goële (homonymie).
La communauté de communes des Monts de la Goële est une ancienne communauté de communes française, située dans le département de Seine-et-Marne en région Île-de-France.
Elle s'est intégrée au sein de la communauté d'agglomération du pays de Meaux le 1er janvier 2017.

## Historique
L'intercommunalité a été créée le 16 septembre 1991 sous la forme du District des Monts de la Goëlle et transformée en communauté de communes par un arrêté préfectoral du 27 décembre 2000,.
Dans le cadre des dispositions de la loi portant nouvelle organisation territoriale de la République (Loi NOTRe) du 7 août 2015, qui prévoit que les établissements publics de coopération intercommunale (EPCI) à fiscalité propre doivent avoir un minimum de 15 000 habitants (et 5 000 habitants en zone de montagnes), le préfet de Seine-et-Marne a rendu public le 13 octobre 2015, un nouveau projet de schéma départemental de coopération intercommunale (SDCI). Après concertation et amendements, celui-ci a été approuvé le 30 mars 2016 et prévoit notamment la fusion la fusion de la communauté de communes des Monts de la Goële et de communauté d'agglomération du pays de Meaux. Ce schéma a été mis en œuvre le 1er janvier 2017, après consultation des conseils communautaires et municipaux, et les Monts de la Goële ont fusionné au sein de la communauté d'agglomération du pays de Meaux.

## Territoire communautaire

### Composition
L'intercommunalité regroupait au 1er avril 2016 les 4 communes suivantes :
- Saint-Soupplets
- Forfry
- Gesvres-le-Chapitre
- Monthyon

### Démographie
| 1968  | 1975  | 1982  | 1990  | 1999  | 2008  | 2013  |
| ----- | ----- | ----- | ----- | ----- | ----- | ----- |
| 1 750 | 2 168 | 3 206 | 4 084 | 4 551 | 5 327 | 5 345 |

## Organisation

### Siège
La communauté de communes avait son siège à Saint-Soupplets, 48 rue du Général Maunoury.

### Élus
La communauté de communes était administrée par son conseil communautaire, composé, pour la mandature 2014-201016, de 23 conseillers municipaux représentant chacune des 4 communes membres, répartis sensiblement en fonction de leur population, soit, pour la mandature 2014-2020 :

- 11 délégués pour Saint-Soupplets ;

- 10 délégués pour Monthyon ;

- 1 délégué pour Forfry et Gesvres-le-Châpitre.
Le conseil communautaire d'avril 2014 a élu son nouveau président, Stéphane Devauchelle, maire de Saint-Soufflets, et ses 5 vice-présidents, qui sont les maires des 3 autres communes, plus le premier maire-adjoint de Monthyon et une maire-adjointe de Saint-Souppets.

### Liste des présidents
| Période    | Période          | Identité               | Étiquette | Qualité |
| ---------- | ---------------- | ---------------------- | --------- | --- |
| ?          | avril 2008       | Jean-François Quintard |           | Élu de Saint-Soupplets                                                                                          |
| avril 2008 | avril 2014       | Francis Delabarre      | UMP       | Contrôleur administratif Maire de Saint-Soupplets (2002 → 2014)                                                 |
| avril 2014 | 31 décembre 2016 | Stéphane Devauchelle   | UMP       | Cadre d'Aéroport de Paris Maire de Saint-Soupplets (2014 → ) Vice-président de la CC du pays de Meaux (2017 → ) |

### Compétences
L'intercommunalité exerçait les compétences qui lui avaient été transférées par les communes membres, dans les conditions déterminées par le code général des collectivités territoriales.

### Régime fiscal et budget
La Communauté de communes était un établissement public de coopération intercommunale à fiscalité propre.
Afin d'assurer ses compétences, la communauté de communes percevait une fiscalité additionnelle aux impôts locaux des communes, avec fiscalité professionnelle de zone et sans fiscalité professionnelle sur les éoliennes.